# Novazzano
Novazzano (lmo. Novazzàn) − miejscowość i gmina w południowej Szwajcarii, w kantonie Ticino, w okręgu (distretto) Mendrisio, w powiecie (circolo) Stabio.  

## Demografia
W Novazzano mieszka 2 327 osób. W 2021 roku 18,6% populacji gminy stanowiły osoby urodzone poza Szwajcarią. 

## Transport
Przez teren gminy przebiegają autostrada A2 oraz drogi główne nr 395 i nr 396.